# إغلاقات جامعة بيرزيت
جامعة بيرزيت هي جامعة حكومية تقع في الضفة الغربية، فلسطين. وباعتبارها مركزًا متكررًا للقومية الفلسطينية، فقد كانت هناك اشتباكات بين طلابها وقوات الاحتلال الإسرائيلية. لقد تم إغلاقه بالقوة من قبل الجيش الإسرائيلي خمس عشرة مرة بين عامي 1973 و1992.

## خلفية

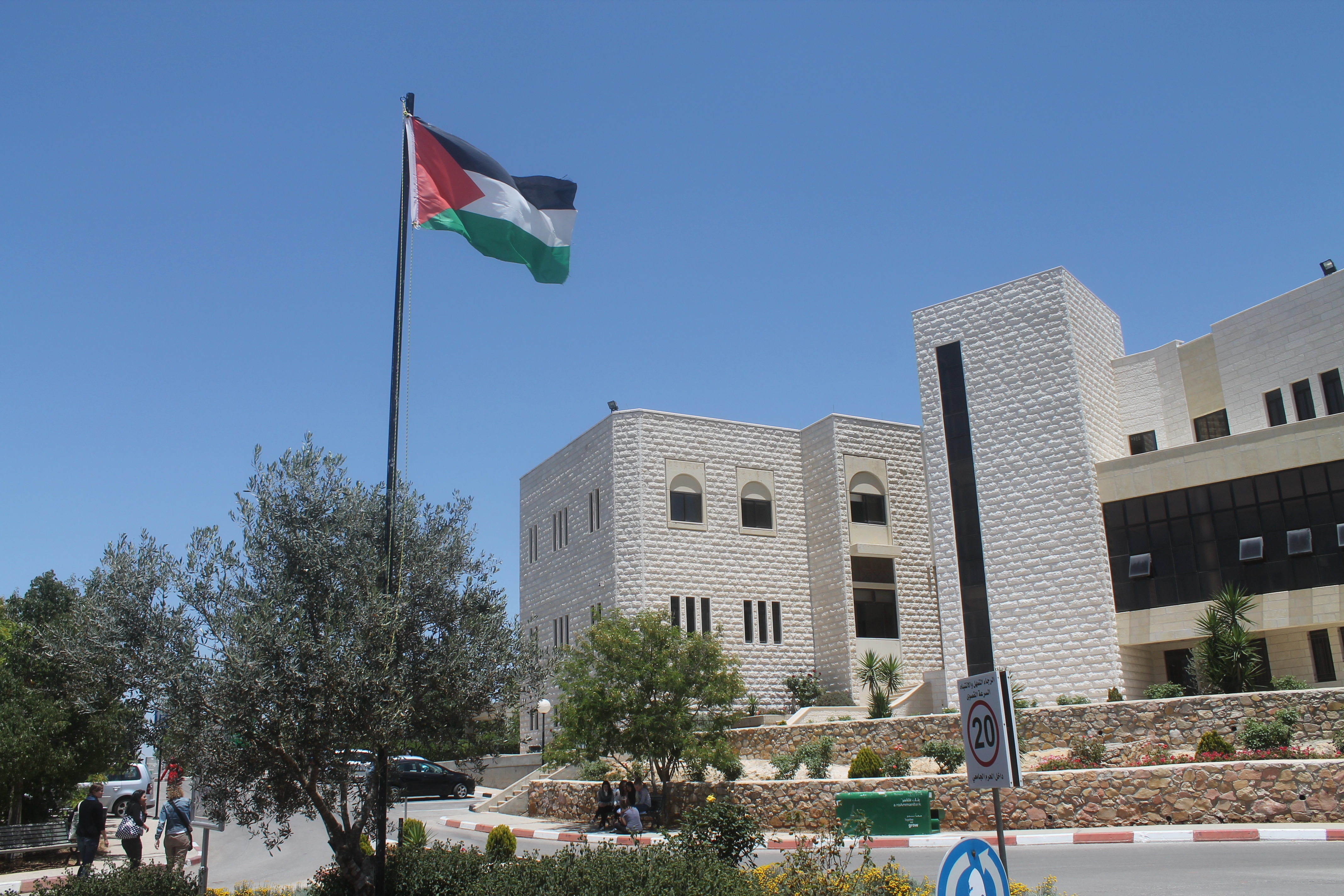
جامعة بيرزيت في عام 2013

بعد انتصار إسرائيل في حرب 1967، احتلت إسرائيل الأراضي الفلسطينية، بما في ذلك الضفة الغربية. بسبب الاحتلال، اتُهمت إسرائيل بانتهاك القانون الدولي، فضلاً عن ارتكاب انتهاكات لحقوق الإنسان والفصل العنصري ضد الفلسطينيين. كما عملت الحكومة الإسرائيلية بشكل نشط على تشجيع إنشاء ونمو المستوطنات الإسرائيلية في فلسطين. كما اتُهمت منظمة التحرير الفلسطينية، وهي جماعة مظلة تمثل أبرز الميليشيات الوطنية الفلسطينية المسلحة في النصف الثاني من القرن العشرين، ومعظمها يسارية وعلمانية، بارتكاب عدد من انتهاكات حقوق الإنسان وشن حملة إرهابية ضد الإسرائيليين.
جامعة بيرزيت هي جامعة حكومية تقع في بيرزيت، وهي بلدة مسيحية فلسطينية تقع بالقرب من رام الله في الضفة الغربية. وتعتبر الجامعة من أفضل الجامعات في فلسطين والشرق الأوسط في التصنيفات الجامعية العالمية. لقد كانت الجامعة مركزًا متكررًا للقومية الفلسطينية، حيث شهدت عددًا كبيرًا من الاحتجاجات والإضرابات والاشتباكات بين طلابها وقوات الاحتلال الإسرائيلية طوال تاريخها.

## تاريخ

### ديسمبر 1973
في أوائل ديسمبر 1973، اعتقلت القوات الإسرائيلية ثمانية من الوطنيين الفلسطينيين، بمن فيهم رئيس بلدية البيرة وعضو المجلس الإسلامي الأعلى في القدس، ونفت إلى الأردن بتهمة التحريض والدعوة إلى التعاون مع المنظمات الإرهابية. وأثارت عمليات الترحيل العديد من الاحتجاجات في مختلف أنحاء الأراضي الفلسطينية، بما في ذلك بعض الاحتجاجات في جامعة بيرزيت. وردًا على ذلك، أمرت القيادة العسكرية الإسرائيلية بإغلاق الجامعة. وبعد حملة إعلامية قامت بها إدارة الجامعة، سمحت المحافظة العسكرية بإعادة فتح الجامعة بعد أسبوعين.
وفقًا لغابي برامكي، نائب رئيس الجامعة آنذاك، كانت الجامعة "موقعًا للاحتجاجات السلمية لعدة سنوات" بحلول عام 1973، حيث سمحت إدارة الجامعة للطلاب بتنظيم الاحتجاجات على الرغم من المطالبات المتكررة من قبل المقاطعة العسكرية الإسرائيلية بأن تتدخل الإدارة وتمنع نشاط الطلاب، مدعية أن الجامعة بحاجة إلى حماية حرية التعبير والحرية الأكاديمية لطلابها. وكتب باراماكي في عام 2009 أن:
للأسف، في أحد أيام ديسمبر/كانون الأول عام 1973، قبيل عطلة عيد الميلاد في الجامعة، كانت نتائج احتجاجات الطلاب أشد وطأة على الجامعة. فقد اندلعت مظاهرة طلابية أخرى، تمثلت في مسيرة "حول أريحا" المعتادة في الحرم الجامعي. اقتحم الجيش المكان وفضّها بضرب أي طالب استطاع الوصول إليه، كما فعل مرات عديدة من قبل. ومع ذلك، بدا أن المشكلة قد انتهت. بعد يومين، اتصل بي رئيس الجامعة حنا ناصر وقال: "غابي، هل تعلم ماذا حدث؟ لقد أغلقوا الكلية". كان الأمر صادمًا، شيئًا لم نتوقعه أبدًا، إغلاق مؤسسة تعليمية كبرى."

### مارس 1979
في مارس 1979، أمرت المحكمة بإغلاق الجامعة لمدة أسبوع في أعقاب اشتباك بين الطلاب المتظاهرين والجنود الإسرائيليين مما أدى إلى إصابة أربعة طلاب.

### مايو 1979
في الثاني من مايو/أيار 1979، احتفلت إسرائيل بيوم الاستقلال السنوي. وفي إطار الاحتفالات، نظمت حركة الاستيطان اليمينية المتطرفة غوش إيمونيم مسيرة في أنحاء الضفة الغربية. ومع اقتراب المسيرة من رام الله، نظم طلاب جامعة بيرزيت مظاهرة مضادة. واندلعت بعد ذلك اشتباكات بين المظاهرتين، مما أدى إلى إطلاق مستوطن إسرائيلي النار على أحد طلاب جامعة بيرزيت.
ونتيجة لهذه الاشتباكات أمرت الحكومة الإسرائيلية بإغلاق جامعة بيرزيت. كما قام الجيش الإسرائيلي بتفتيش حرم الجامعة. خلال فترة الإغلاق، مُنع الطلاب من دخول الحرم الجامعي، وتم قطع خطوط الهاتف عن مدينة بيرزيت، كما أُمر بإغلاق الشارع الرئيسي للمدينة. حاولت الجامعة مواصلة الدراسة عن طريق المراسلة عن بعد، مع عقد بعض الامتحانات في منازل الأساتذة وبعضها في فندق جراند في رام الله.
تم السماح للجامعة بإعادة فتح أبوابها في 3 يوليو، بعد شهرين من الإغلاق.

### نوفمبر 1980
في نوفمبر 1980، تم إغلاق الجامعة لمدة ثمانية أيام لمنع مجلس الطلاب من تنظيم أسبوع فلسطين، وهو حدث سنوي في الجامعة يحتفل بالثقافة والهوية الفلسطينية، بما في ذلك استضافة المسرحيات وقراءات الشعر. وزعمت الحكومة الإسرائيلية أن أسبوع فلسطين كان حدثًا سياسيًا، وليس ثقافيًا، ويهدف إلى إثارة المشاعر المعادية لإسرائيل.
وأثار الإغلاق القسري للجامعة الاحتجاجات في مختلف أنحاء الضفة الغربية. وأصيب أحد عشر متظاهراً بعد أن أطلقت قوات الاحتلال النار عليهم باستخدام الذخيرة الحية لتفريق الاحتجاجات، وقام بعضهم بإلقاء الحجارة على المركبات العسكرية الإسرائيلية. وقد أثار الإغلاق القسري أيضًا بعض الجدل بين بعض الإسرائيليين.

### نوفمبر 1981
في نوفمبر 1981، أعاد وزير الدفاع الإسرائيلي أرييل شارون تنظيم الحكم العسكري وتحويله إلى الإدارة المدنية الإسرائيلية، وعين مناحيم ميلسون رئيسًا جديدًا للاحتلال الإسرائيلي في الضفة الغربية. وقد أدى التشكك في أن إعادة التنظيم كانت مقدمة للضم وتوقيت إعادة التنظيم الذي تزامن مع يوم بلفور إلى اندلاع احتجاجات كبيرة في جميع أنحاء فلسطين. أثناء الاحتجاجات، أمر الجيش الإسرائيلي بإغلاق جامعة بيرزيت. كما قام الجيش الإسرائيلي باعتقال برامكي وعدد من موظفي الإدارة في الجامعة ومجلس اتحاد الطلبة بأكمله. وقد أدى الإغلاق القسري للجامعة إلى تأجيج الاحتجاجات وكان مثيرًا للجدل داخل إسرائيل، مما أدى إلى إنشاء لجنة التضامن الإسرائيلية مع جامعة بيرزيت.
تم السماح للجامعة بإعادة فتح أبوابها في 4 يناير 1982، أي بعد شهرين. وبينما أعيد فتح الجامعة، ظل العديد من أعضاء مجلس اتحاد الطلاب تحت الإقامة الجبرية من قبل الجيش الإسرائيلي.

### فبراير 1982
في منتصف فبراير 1982، قام مسؤول الإدارة المدنية الإسرائيلية صهيون غاباي بزيارة حرم جامعة بيرزيت لعقد اجتماع مع إدارة الجامعة بهدف تنفيذ الأمر العسكري الإسرائيلي رقم 854، والذي أعطى الإدارة المدنية سيطرة أكبر على الجامعات الفلسطينية. ردًا على الاجتماع والانتهاكات المزعومة للحرية الأكاديمية، بما في ذلك عدة اقتحامات من قبل الجيش الإسرائيلي للحرم الجامعي لتمزيق الملصقات وطرد أحد المحاضرين من الضفة الغربية في أواخر يناير/كانون الثاني، أعلن مجلس الطلاب إضرابًا طلابيًا لمدة ثلاثة أيام. خلال لقاء غاباي، نظمت مجموعة من الطلاب وقفة احتجاجية أمام مبنى الإدارة ضد الزيارة. وعندما غادر غابي المبنى في نهاية الاجتماع، هاجمه الطلاب المحتجون، الذين رشقوه بالحجارة وأحرقوا قبعته اليهودية، حتى أطلق النار في الهواء ليتمكن من الهرب. وزعمت إدارة الجامعة أنها طلبت من جاباي تأجيل الاجتماع خوفًا من الاحتجاجات المحتملة. وزعم الطلاب المحتجون أن غاباي كان يرتدي ملابس مشابهة لتلك التي يرتديها أعضاء حركة المستوطنين اليمينية المتطرفة غوش إيمونيم.
وعلى إثر الاعتداء على غاباي، أمر الجيش الإسرائيلي بإغلاق الجامعة لمدة شهرين. وقد أثار الإغلاق القسري موجة صغيرة من الاحتجاجات في جميع أنحاء فلسطين. كما أدى إغلاق الجامعة إلى منع محاضرة زيارة مقررة للفيزيائي البريطاني فريمان دايسون، وهو من المؤيدين الدائمين للجامعة، والذي دعا لاحقًا إلى احترام الحرية الأكاديمية في فلسطين عندما ألقى خطاب قبوله لجائزة وولف في الفيزياء في وقت لاحق في مارس 1982.
تم السماح للجامعة بإعادة فتح أبوابها في منتصف أبريل 1982.

### يوليو 1982
في يونيو 1982، غزت إسرائيل لبنان بهدف إنهاء التمرد الفلسطيني في جنوب لبنان وتنصيب حكومة موالية لإسرائيل في لبنان، مما أدى إلى بدء حرب لبنان عام 1982. وشهدت فلسطين عدداً من الاحتجاجات ضد الحرب، بما في ذلك بعض الاحتجاجات التي قام بها طلاب جامعة بيرزيت، ما أدى إلى اعتقال العشرات من الطلاب بعد أن فرقت القوات الإسرائيلية الاحتجاجات. وزعم رئيس الجامعة بالإنابة جابي برامكي أن أكبر الاحتجاجات الطلابية ضد الحرب اندلعت بعد أن داهمت القوات الإسرائيلية سكنًا للطلاب في الليل، واعتقلت أربعين طالبًا وأجبرتهم على الهتاف بشعارات مناهضة لمنظمة التحرير الفلسطينية أثناء سيرهم عبر الشوارع إلى مراكز الاحتجاز. ردًا على الاحتجاجات، أمر وزير الدفاع الإسرائيلي أرييل شارون شخصيًا بإغلاق الجامعة لمدة ثلاثة أشهر، وهي الجامعة الفلسطينية الثانية التي يُؤمر بإغلاقها بسبب الاحتجاجات المناهضة لحرب لبنان بعد جامعة بيت لحم.
وألقي القبض على عشرات آخرين من طلاب الجامعة بعد تجمعهم في مدرسة ثانوية بالقدس الشرقية لمحاولة مواصلة فصولهم الدراسية. صرح المتحدث باسم شرطة منطقة القدس، زيف روتيم، بأن الاعتقالات نُفذت "للاشتباه في أن وجودهم سيُخل بالنظام العام". وزعمت إدارة الجامعة أن الإغلاق كان جزءًا من "تكثيف وتصعيد للأعمال التخريبية ضد بيرزيت"، بما في ذلك المداهمات الليلية للمساكن، واعتقال أعضاء مجلس الطلاب، وإقامة حواجز على الطرق لمنع الوصول إلى الحرم الجامعي، ومصادرة بطاقات الهوية التي يحتاجها الطلاب للسماح لهم قانونيًا بالسفر من مكان إلى آخر في الضفة الغربية، واقتحامات المستوطنين لحرم الحرم الجامعي.
وبعد إعادة افتتاح الجامعة في وقت لاحق من عام 1982، طرد الجيش الإسرائيلي عددًا من أعضاء هيئة التدريس في جامعة بيرزيت الذين يحملون جوازات سفر غير فلسطينية، بالإضافة إلى أعضاء هيئة التدريس من جامعات أخرى في فلسطين، من الضفة الغربية بعد رفضهم التوقيع على تعهد معارض لمنظمة التحرير الفلسطينية.

### فبراير 1984
في 31 يناير/كانون الثاني 1984، نظم نحو 400 طالب من جامعة بيرزيت مظاهرة في الحرم الجامعي احتجاجاً على أنباء مؤامرة منظمة يهودية سرية لتفجير قبة الصخرة، فضلاً عن مقتل شاب يبلغ من العمر 17 عاماً في نابلس، والذي قُتل بنيران إسرائيلية عندما قامت مجموعة من الشباب بإلقاء الحجارة على دورية إسرائيلية. ونشر الجيش الإسرائيلي جنوده لتفريق المظاهرة، وحاصر الجامعة لمدة خمس ساعات. وفي وقت لاحق، أمر الجيش الإسرائيلي بإغلاق الحرم الجامعي للجامعة لمدة ثلاثة أشهر، مشيرًا إلى "اضطرابات عنيفة وانتهاكات جسيمة للنظام العام"، وصرح بأنه "لن يسمح للطلاب الذين تحركهم منظمة التحرير الفلسطينية وتنشطهم عناصر معادية باستغلال مؤسسات التعليم العالي في يهودا والسامرة وقطاع غزة للتحريض والأنشطة العدائية".
في البداية سُمح للجامعة بمواصلة دراستها في الحرم الجامعي الجديد، الذي كان لا يزال قيد الإنشاء آنذاك، ولكن صدر أمر بإغلاق الحرم الجامعي الجديد أيضًا في وقت لاحق.

### مارس 1985
في أوائل مارس 1985، داهمت القوات العسكرية الإسرائيلية حرم جامعة بيرزيت، واعتقلت حوالي خمسين شخصًا وصادرت عددًا من الكتب والملصقات التي اعتبرتها "مواد تحريضية". ادعت الجامعة أن المواد المصادرة كانت تتألف من أدبيات حظرتها الحكومة الإسرائيلية فقط في الضفة الغربية، وليس في إسرائيل. وأصدر الجيش الإسرائيلي في أعقاب ذلك أوامر بإغلاق الجامعة لمدة شهرين.
وقد وقعت مجموعة من 400 أكاديمي فرنسي، من بينهم لوران شوارتز، وجان كلود بيكر، وبيير فيدال ناكيه، على عريضة موجهة إلى الحكومة الإسرائيلية تطالبها بإلغاء قرار الإغلاق. كما تحدث عضو الكونجرس الأمريكي جون كونيرز ضد الإغلاق.
تم السماح للجامعة بإعادة فتح أبوابها في 8 مايو 1985. وفي أعقاب إعادة فتح الجامعة، أشار منسق الحكومة الإسرائيلية للأنشطة في الأراضي الفلسطينية إلى أنه سوف يتبنى نهجاً أقل صرامة في المستقبل، مع "التركيز بشكل أكبر على اتخاذ تدابير محددة ضد الأفراد المتورطين في التحريض أو غير ذلك من الأنشطة، بدلاً من اتخاذ تدابير جماعية ضد الجامعات ككل".

### ديسمبر 1986
في الرابع من كانون الأول/ديسمبر 1986، نظمت مجموعة من طلاب جامعة بيرزيت وقفة احتجاجية أمام حاجز إسرائيلي أقيم مؤخراً على الطريق الرئيسي المؤدي إلى الجامعة، والذي أعاق الحياة في الحرم الجامعي بشكل كبير وأدى إلى تعرض الطلاب للمضايقة من قبل الجنود الإسرائيليين الذين كانوا يديرون الحاجز. وبعد أن فضت القوات الإسرائيلية الاحتجاج بقوة وألقت القبض على أستاذ من الجامعة، تشكل احتجاج طلابي ثان أكبر، ففرقته القوات الإسرائيلية بالقوة مرة أخرى، مما أسفر عن إصابة عدد من الطلاب بالذخيرة الحية، حيث توفي اثنان وأصيب أحد عشر آخرون بجروح خطيرة.
وقد أدت عمليات إطلاق النار، التي وصفتها إدارة الجامعة بأنها "أسوأ حادثة وحشية من جانب الشرطة في تاريخ الجامعة"، إلى اندلاع موجة احتجاجات جماهيرية في جميع أنحاء فلسطين، حيث أمر الجيش الإسرائيلي بإغلاق الجامعة.
تم السماح للجامعة بإعادة فتح أبوابها في يناير 1987.

### فبراير 1987
في أواخر يناير/كانون الثاني 1987، عقد وزير الدفاع الإسرائيلي إسحاق رابين اجتماعاً مع رؤساء العديد من الجامعات الفلسطينية، محذراً إياهم من أنه على الرغم من أن الحكومة الإسرائيلية لا تريد انتهاك الحرية الأكاديمية، فإنها ستتخذ إجراءات ضد الجامعات التي لا تتحرك لقمع الاضطرابات.
وبعد ثلاثة أسابيع، أمرت الحكومة الإسرائيلية بإغلاق جميع الجامعات الكبرى في الضفة الغربية في أعقاب موجة أخرى من الاحتجاجات في جميع أنحاء فلسطين والتي اندلعت بسبب استخدام الجيش الإسرائيلي للذخيرة الحية لتفريق مظاهرة عقدت في مخيم بلاطة. سيتم إغلاق بيرزيت لمدة أربعة أيام، من 18 إلى 21 فبراير.

### مارس 1987
أمرت الحكومة الإسرائيلية بإغلاق جامعة بيرزيت لمدة أربعة أيام في نهاية شهر مارس/آذار 1987 كإجراء وقائي ضد احتجاجات يوم الأرض الفلسطينية، التي تقام سنويا لإحياء ذكرى موجة كبيرة من الاحتجاجات التي اندلعت في عام 1976 بسبب تحرك الحكومة الإسرائيلية لمصادرة الأراضي الفلسطينية. كما تم إغلاق جامعة النجاح الوطنية وجامعة بيت لحم كإجراء وقائي.

### أبريل 1987
في أواخر شهر مارس عام 1987، بدأ 3000 فلسطيني في السجون الإسرائيلية إضرابًا عن الطعام احتجاجًا على ظروف السجن. وأدى الجوع إلى اندلاع عدد من المظاهرات في مختلف أنحاء فلسطين دعماً للأسرى، وإلى زيادة العنف بين الفلسطينيين والمستوطنين الإسرائيليين. في 13 نيسان/أبريل، انطلقت مظاهرة دعماً للأسرى من قبل طلاب جامعة بيرزيت، قبل أن تنتقل إلى مدينة بيرزيت، وتندمج مع احتجاجات طلاب المدارس الثانوية وغيرهم من سكان بيرزيت. وبعد ذلك تحركت قوات الاحتلال لتفريق الاحتجاج باستخدام الذخيرة الحية. وقد قُتل أحد طلاب جامعة بيرزيت، ويُدعى موسى حنفي.
وفي أعقاب تفريق الاحتجاج، أمرت الحكومة الإسرائيلية بإغلاق الجامعة. وتضمن الأمر حظرًا على أعضاء هيئة التدريس من الوصول إلى مختبرات الأبحاث ومكتبة الجامعة.
تم السماح للجامعة بإعادة فتح أبوابها في 13 أغسطس، بعد أربعة أشهر. وفي أعقاب إعادة فتح الجامعة، حذر القائد العسكري الإسرائيلي في الضفة الغربية من أنه "إذا لم تكن الإدارة قادرة على السيطرة على الطلاب، واستمروا في التسبب في اضطرابات خطيرة، فإنني أعتقد أن المؤسسة الدفاعية ربما لن يكون أمامها بديل سوى إغلاق الحرم الجامعي بشكل دائم".

### يناير 1988
في ديسمبر/كانون الأول 1987، اندلعت أكبر موجة من الاحتجاجات والإضرابات والمقاطعات وأعمال العصيان المدني منذ بداية الاحتلال الإسرائيلي في جميع أنحاء فلسطين، والمعروفة بالانتفاضة الأولى، بعد مقتل أربعة فلسطينيين عندما دهسهم سائق شاحنة إسرائيلي. في 10 يناير/كانون الثاني 1988، وبعد عدة احتجاجات قام بها طلاب جامعة بيرزيت، أمر الجيش الإسرائيلي بإغلاق الجامعة إلى أجل غير مسمى. بحلول الأسبوع الأول من شهر فبراير، أمرت السلطات الإسرائيلية بإغلاق كافة الجامعات الفلسطينية.
وأثار إغلاق الجامعة احتجاجات من قبل طلاب وأعضاء هيئة التدريس، مطالبين بإعادة فتحها. وزعمت إدارة الجامعة أن "هذا الأمر هو بمثابة عقاب جماعي ضد جامعة فلسطينية من قبل جيش عاجز عن قمع ثورة شعبية وحكومة عاجزة عن مواجهة مطالب هذه الثورة بتقرير المصير". كما أعلنت الجامعة عن نيتها التحول من نظام الفصل الدراسي إلى نظام الفصل الدراسي عندما تتمكن من إعادة فتح أبوابها للتعامل مع الإغلاقات المتكررة. بحلول أغسطس/آب 1988، تم اعتقال ما لا يقل عن 116 طالبًا و18 عضوًا من أعضاء هيئة التدريس منذ اندلاع الانتفاضة، وكان معظمهم محتجزين في سجن كتسيعوت، كما صدر أمر بنفي أحد أعضاء هيئة التدريس وطالب واحد من فلسطين.
ومع استمرار الانتفاضة الأولى، قامت السلطات الإسرائيلية بتمديد إغلاق الجامعة مراراً وتكراراً. وقد سُمح لمعظم الجامعات الفلسطينية بإعادة فتح أبوابها في عام 1991. بحلول عام 1992، أصبحت بيرزيت الجامعة الفلسطينية الوحيدة التي أمر بإغلاقها.
في أواخر أبريل 1992، وبعد مرور أكثر من أربع سنوات، أعلنت الحكومة الإسرائيلية أنها ستسمح للجامعة بإعادة فتح أبوابها تدريجيًا، بدءًا بكليات العلوم والهندسة.

## تحليل
كتب الصحفي الأمريكي ميلتون فيورست عام 1980 أن العلاقة بين الجامعة والحكومة الإسرائيلية تدهورت بشكل ملحوظ بعد فوز حزب الليكود اليميني بقيادة مناحيم بيغن في الانتخابات التشريعية الإسرائيلية عام 1977 وما تلاها من تزايد كبير في المستوطنات الإسرائيلية في الضفة الغربية، قائلاً إن طلاب الجامعة "شعروا بحصار متزايد، وفي الاشتباكات التي تلت ذلك، انحاز الجيش الإسرائيلي بطبيعة الحال إلى المستوطنين. وتوترت العلاقات بين الجنود والطلاب، التي لم تكن ودية قط". وأضاف فيورست أن "موقف السلطات الإسرائيلية من بيرزيت هو أن النظام العام يجب أن يكون له الأسبقية على قضايا أقل أهمية مثل الحرية الأكاديمية"، وأن "شعبًا يولي أهمية بالغة للتعليم الجامعي، يبدو إجراء الحكومة العسكرية الإسرائيلية ضد بيرزيت وغيرها من الكليات الفلسطينية تهديدًا للمجتمع نفسه. من المنظور الإسرائيلي، يُعد قمع السياسة في بيرزيت وسيلة معقولة لدعم النظام العام؛ أما من المنظور العربي، فهو أمرٌ مُشين".
وفقًا لغابي برامكي، القائم بأعمال رئيس الجامعة بين عامي 1974 و1993: "لم يُجبر التدخل الخارجي الإسرائيليين قط على إلغاء أمر إغلاق عندما كان لفترة محدودة (أسبوع، شهر أو شهرين، إلخ). ومع ذلك، عندما كانت عمليات الإغلاق لفترة غير محددة، كان الضغط الخارجي غالبًا ما يكون فعالًا."

### التأثير على الطلاب
وفقًا لباراماكي، استخدمت الجامعة عدة أساليب مختلفة لمواصلة التدريس خلال فترة الإغلاق، بما في ذلك "عقد الدروس خارج الحرم الجامعي؛ وتنظيم المقررات الدراسية بحيث يتمكن الطلاب من أخذ المواد إلى منازلهم؛ وتطوير نظام يشبه الجامعة المفتوحة حيث يكون المعلمون متاحين للإجابة على الأسئلة؛ وما إلى ذلك. ومع ذلك، تم التوصل في النهاية إلى استنتاج مفاده أنه لا يمكن الحصول على تعليم جيد خارج الحرم الجامعي. لذلك توقفت محاولات عقد الدروس خلال فترة الإغلاق؛ وبدلاً من ذلك، يعوض الطلاب وأعضاء هيئة التدريس الوقت الضائع لاحقًا."
وفقًا لأولغا كابيليوك عام 1984، اعتُقل ما لا يقل عن 10-15٪ من طلاب الجامعات الفلسطينيين مرة واحدة على الأقل لمشاركتهم في مظاهرة، و"إلى جانب عمليات الإغلاق بأوامر عسكرية، والتي تُعدّ مثالًا واضحًا على العقاب الجماعي، غالبًا ما يُمنع الطلاب من دخول الجامعات بواسطة حواجز الجيش ونقاط التفتيش. وفي بعض الأحيان، يُسمح فقط للطلاب المقيمين بالقرب من الحرم الجامعي بالدخول. وبسبب حظر التجول المتكرر في مخيمات اللاجئين، غالبًا ما يتغيب الطلاب المقيمون في المخيمات عن المحاضرات. كل هذا يُعيق سير الدراسة بشكل خطير ويخلق جوًا من انعدام الأمن والتوتر بين أعضاء هيئة التدريس والطلاب. ولذلك، طُلب من أساتذة جامعة بيت لحم العمل في عطلات نهاية الأسبوع ليكونوا مُسبقين في مواعيدهم في حال إغلاق الجامعة."

### التأثير على البحث
وكان للإغلاقات تأثيرات كبيرة على قدرة مختبرات الجامعة على القيام بعملها. خلال فترة الإغلاق في مارس 1985، لم يتمكن مشروع مراقبة جودة الصيدلة بالجامعة من تنفيذ عمليات المراقبة الروتينية للمنتجات الصيدلانية داخل الضفة الغربية.

## ردود الفعل
في عام 1985، أصدرت اللجنة الدولية للحقوقيين تقريراً حول تعامل إسرائيل مع الجامعات الفلسطينية، حيث ذكرت أنها "لا تتفق مع أولئك الذين يعتقدون أن إسرائيل لديها هدف ثابت يتمثل في منع ظهور جامعات قوية"، ولكن كان هناك "نمط من المعاملة الإسرائيلية لهذه الجامعات على مدى السنوات الخمس الماضية يتمثل في المضايقة التي تتجاوز ما يمكن تبريره بشكل معقول على أسس النظام العام أو الأمن".
ووصف وزير الدفاع الإسرائيلي عزرا وايزمان الجامعة بأنها مركز رئيسي "للنشاط السياسي المعادي في الضفة الغربية"، والذي يدعمه كل من الطلاب المتطرفين وأعضاء هيئة التدريس المتطرفين. في عام 1979، نقلت صحيفة نيويورك تايمز عن أحد مساعدي رئيس الوزراء الإسرائيلي مناحيم بيغن تساؤله: "هل يجب أن نسمح لبيرزيت بالعمل ونخاطر بأن تصبح بيركلي عربية؟ أولاً، حركة حرية التعبير. ثم، المتطرفون في الحرم الجامعي؛ وفي النهاية، رجال الطقس ؟" صرّح السياسي الإسرائيلي حاييم هرتسوغ بأن المسألة تكمن في "ما إذا كان يُسمح لهيئة ما بالاختباء وراء مفهوم حرية التعبير في محاولة لتدمير البلد الذي توجد فيه"، قائلاً إن الحكومة الإسرائيلية لا يمكنها السماح "بشكل من أشكال الفوضى بالانتشار، المصمم لتدمير الحرية التي يتمتع بها الجميع في إسرائيل".
زعم هيو ر. هاركورت، أستاذ جامعة بيرزيت، عام 1979 أن دعم القومية الفلسطينية بين طلاب الجامعة كان "عامًا إلى حد ما، ولكنه عاطفي أكثر منه تنظيمي". اتهم رمزي ريحان، عميد كلية العلوم، الحكومة الإسرائيلية بالسعي "للسيطرة على كل شيء وجعل الأمور تسير كما تشاء". وصرح ألبرت أغازاريان، أستاذ جامعة بيرزيت ومسؤول العلاقات العامة، بأن "الطلاب الفلسطينيين لا مثيل لهم في تصميمهم على الدراسة والحصول على الشهادة. لا شيء آخر يمكنهم الحصول عليه سوى هذا. وسيتمسكون بجامعاتهم رغم كل شيء. لا شيء، إلا لا شيء، يمكن أن يقف في طريقهم".

### لجنة التضامن مع جامعة بيرزيت
ردًا على إغلاق جامعة بيرزيت في نوفمبر/تشرين الثاني 1981، قامت مجموعة من الأكاديميين الإسرائيليين ونشطاء السلام بتشكيل لجنة التضامن مع جامعة بيرزيت، لتنظيم الدعم للجامعة. وكان من بين أعضاء اللجنة عالم الأعصاب الحاسوبي دانييل أميت والناشط اليساري روفين كامينر. كما ستعمل اللجنة على تنظيم معارضة الغزو الإسرائيلي للبنان عام 1982.
لدعم الجامعة أثناء إغلاقها في نوفمبر 1981، اتخذت اللجنة عدداً من الإجراءات. في السابع من نوفمبر/تشرين الثاني، تسللت مجموعة من 100 طالب وأستاذ إسرائيلي من الجامعة العبرية في القدس وجامعة تل أبيب عبر الطوق العسكري الإسرائيلي المحيط بالجامعة لإقامة احتجاج داخل الحرم الجامعي للمطالبة بإعادة فتحه. في 29 نوفمبر/تشرين الثاني، تم اعتقال 49 إسرائيليًا بعد تسللهم إلى مدينة رام الله بالضفة الغربية للمشاركة في احتجاج إسرائيلي فلسطيني مشترك نظمته اللجنة. وحاول الجيش الإسرائيلي منع الاحتجاج من خلال إغلاق المدينة ومنع اليهود غير المستوطنين من التنقل عبر المنطقة المحيطة. قام الجيش الإسرائيلي باعتقال المتظاهرين بعد تفريقهم بالقوة باستخدام الغاز المسيل للدموع.
وكانت اللجنة نشطة أيضًا أثناء إغلاق ديسمبر 1986.